# Wiktor Suworow

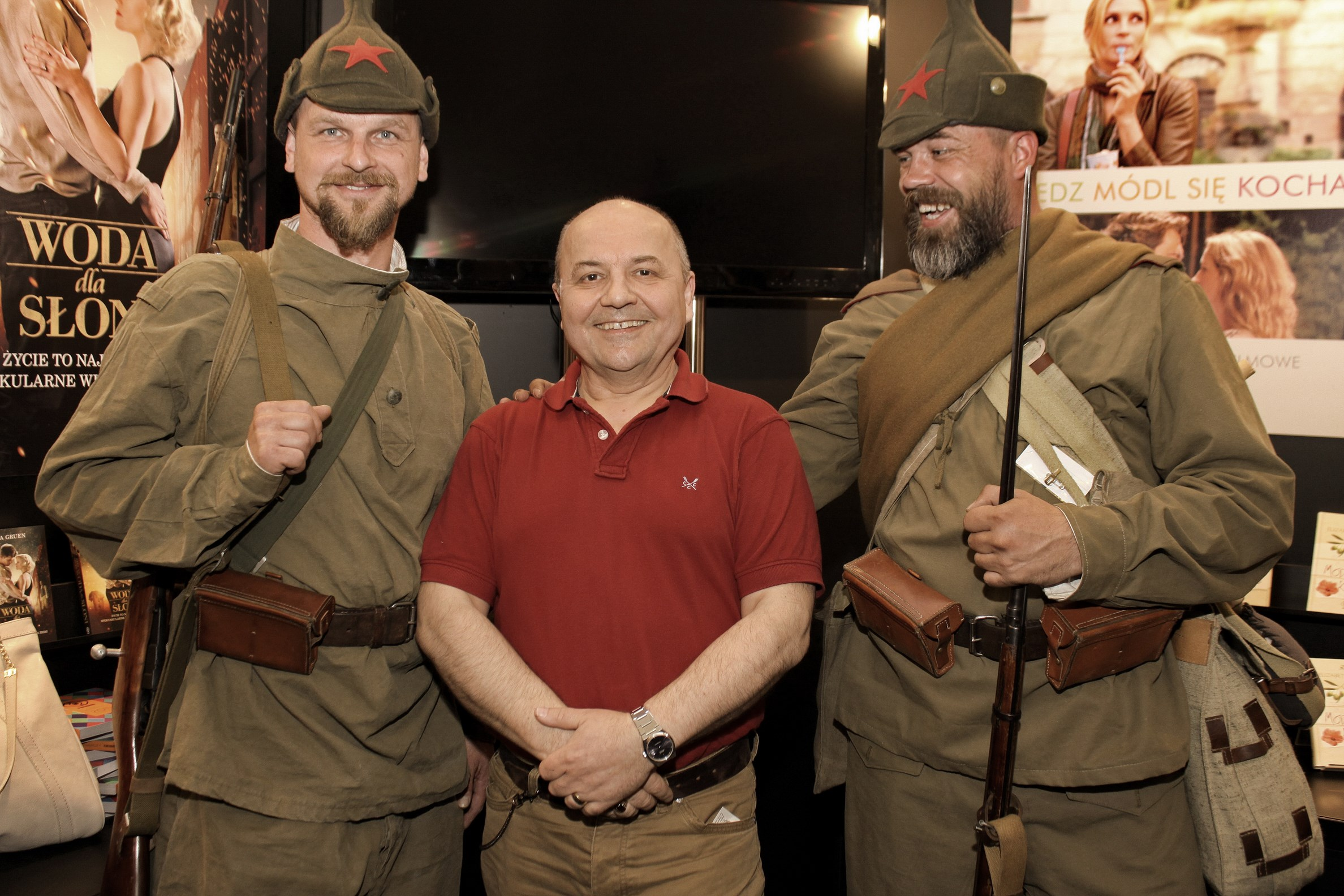
Wiktor Suworow podczas spotkania promocyjnego w Warszawie (2011)

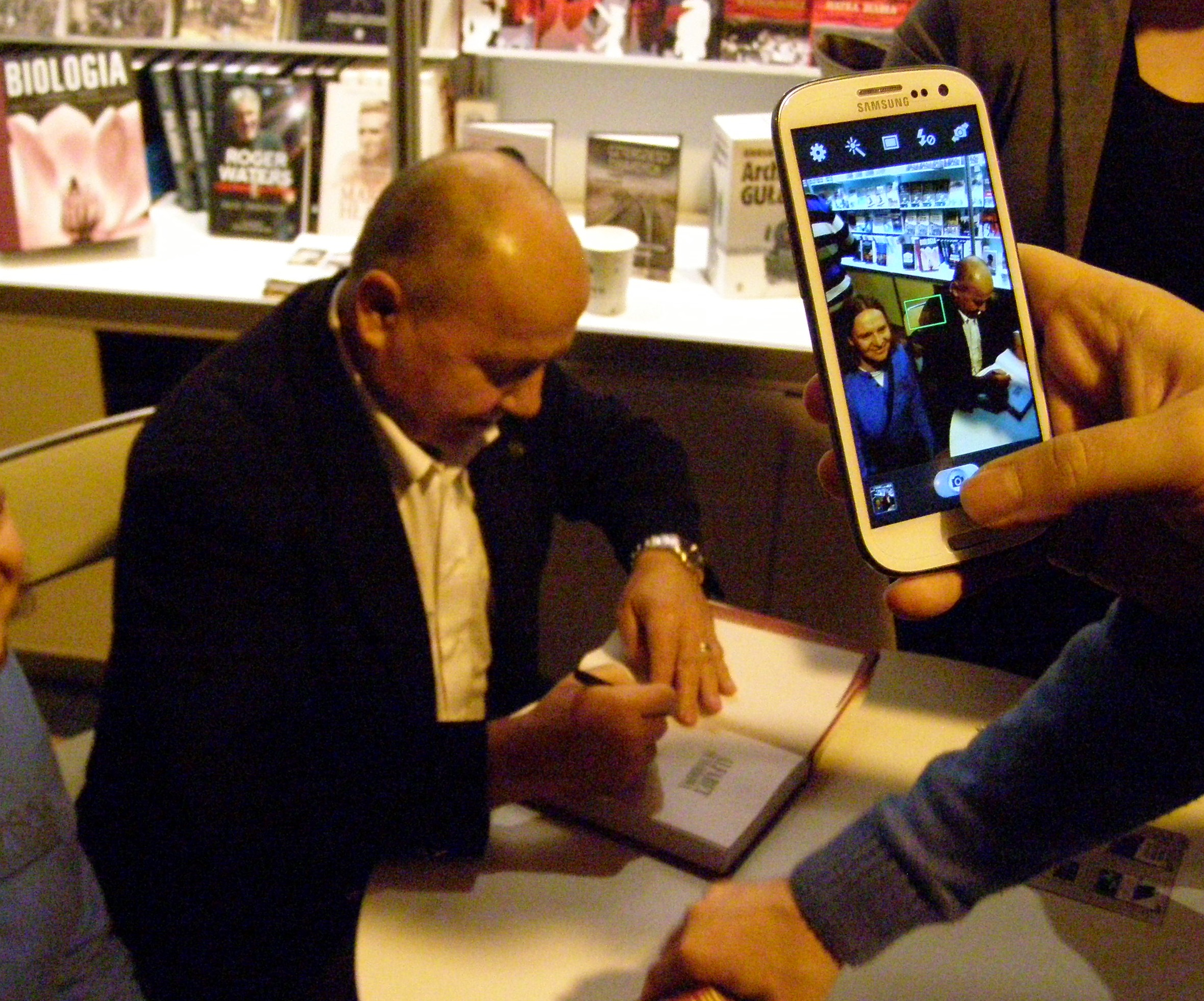
Wiktor Suworow w trakcie podpisywania książek na Targach Książki Historycznej w Warszawie (2014)

Wiktor Suworow (ros. Виктор Суворов; właśc. Władimir Bogdanowicz Riezun (ros. Владимир Богданович Резун, w zachodnich publikacjach pisownia Rezun); ur. 20 kwietnia 1947 w Barabaszu, Kraj Nadmorski, ZSRR) – rosyjski pisarz i publicysta historyczny, były oficer armii radzieckiej i radzieckiego wywiadu wojskowego GRU.
Jego pseudonim nawiązuje do rosyjskiego dowódcy z XVIII wieku Aleksandra Suworowa.

## Życiorys
Urodził się w rodzinie o wojskowych tradycjach – żołnierzem zawodowym był zarówno ojciec Bogdan Riezun, ur. w 1921 (major, artylerzysta 72 Gwardyjskiego Pułku Moździerzy odznaczonego Orderem Aleksandra Newskiego, 5 Armii Dalekowschodniego Okręgu Wojskowego, zwolniony z armii w 1959 w wyniku chruszczowskich redukcji armii, zamieszkał z żoną w Czerkasach na Ukrainie), jak i brat (podpułkownik wojsk rakietowych Zakaukaskiego Okręgu Wojskowego, odszedł do rezerwy w 1991).
W 1954 rozpoczął naukę w szkole cywilnej, od 1958 do 1963 uczył się w Woroneskiej, a następnie do 1965 w Kalinińskiej Suworowskiej Szkole Wojskowej. Po jej ukończeniu został przyjęty na drugi rok Kijowskiej Wyższej Ogólnowojskowej Szkoły Dowódczej im. M.W. Frunzego. W 1967, po ukończeniu szkoły otrzymał stopień porucznika.
Jako dowódca kompanii czołgów brał udział w inwazji wojsk Układu Warszawskiego na Czechosłowację w 1968 roku. Następnie do 1970 odbywał służbę w 1 Batalionie 145 Gwardyjskiego Budapeszteńskiego Szkolnego Pułku Zmechanizowanego na poligonie storożenieckim Karpackiego Okręgu Wojskowego (przygotowanie podoficerów zwiadu). Został przeniesiony do Wydziału Zwiadu Nadwołżańskiego Okręgu Wojskowego i 808 Samodzielnej Armijnej Kompanii Zwiadu Specnaz.
W 1971 rozpoczął studia w Wojskowej Akademii Dyplomatycznej w Moskwie, które ukończył w 1974. Kilka miesięcy po ukończeniu Akademii przebywał w Zarządzie Informacji, zajmującym się badaniem broni i sprzętu wojskowego armii państw kapitalistycznych. W latach 1974–1978 pełnił służbę w dyplomatycznej rezydenturze GRU w Genewie. 10 czerwca 1978, jak sam podaje, zdradził ojczyznę, zbiegł do Wielkiej Brytanii. Jak sam podaje, zaocznie skazany na karę śmierci.

## Rodzina
Żona Tatiana z d. Korż, ur. w 1952; córka Oksana, ur. w 1972, syn Aleksandr ur. w 1976.

## Twórczość
Jest popularyzatorem teorii o wiodącej roli Związku Radzieckiego w rozpoczęciu II wojny światowej oraz prewencyjnego charakteru niemieckiego ataku na ZSRR 22 czerwca 1941 roku.
- Inside the Soviet Army
wydanie amerykańskie: 1982 (Macmillan)
- Akwarium (Аквариум, 1985)
wydania polskie: 1988 (Wydawnictwo Wyzwolenie), 1990 (Editions Spotkania), 2002 (AiB), 2008 (Rebis)
Na podstawie książki nakręcono film fabularny pod tym samym tytułem oraz serial telewizyjny (w reżyserii Antoniego Krauzego) pod tytułem Akwarium, czyli samotność szpiega – w jednej z głównych ról wystąpił Janusz Gajos
- Żołnierze wolności (Рассказы освободителя, 1981)
wydania polskie: 1990 (Droga), 1998 (AiB), 2004 (AiB)
Tytuł  Żołnierze wolności został również wydany w Polsce w roku 2009 w wydawnictwie Rebis pod nazwą Wyzwoliciele
- Lodołamacz (Ледокол, 1987)
wydania polskie: 1992 (Editions spotkania), 2003 (AiB), 2008 Rebis
- GRU-Radziecki wywiad wojskowy (ГРУ, 1994)
wydania polskie: 2002 (AiB), 2010 (Rebis)
- Dzień „M” (День «М», 1995)
wydania polskie: 1996 (AiB), 2008 (Rebis)
Kontynuacja książki Lodołamacz
- Kontrola (Контроль, 1995)
wydanie polskie: 1996 (AiB), 2010 (Rebis)
- Wybór (Выбор)
wydanie polskie: 1997 (AiB)
- Specnaz (1998)
wydanie polskie: 1999 (AiB), 2011 (Rebis)
- Oczyszczenie (Очищение, 1998)
wydania polskie: 1998 (AiB), 2012 (Rebis)
- Złoty eszelon (Золотой Эшелон, 2000)
wydanie polskie: 2000 (AiB)
- Samobójstwo (Самоубийство, 2000)
wydania polskie: 2001 (AiB), 2012 (Rebis)
- Ostatnia republika (Последняя республика, 2000)
wydania polskie: 2000 (AiB), 2009 (Rebis)
Kontynuacja książek Lodołamacz i Dzień „M”
- Żukow: Cień zwycięstwa (Жуков – Тень победы, 2002)
wydania polskie: 2002 (AiB), 2006 i 2008 (Rebis, pod tytułem Cień zwycięstwa)
- Cofam wypowiedziane słowa (Беру свои слова обратно, 2005)
wydania polskie: 2006 i 2008 (Rebis)
- Ostatnia defilada – czwarta część – dalszy ciąg „Lodołamacza” (Святое дело, 2008)
wydanie polskie: 2009 (Rebis)
- Klęska – piąta część – kolejna część cyklu „Lodołamacz” (Разгром,2008)
wydanie polskie: 2010 (Rebis)
- Żmijojad. Powieść z cyklu o Nastii Strzeleckiej (Змееед, 2011)
wydanie polskie: 2011 (Rebis)
- Matka diabła. Kulisy rządów Chruszczowa (Майката на Дявола, 2011)
wydanie polskie: 2012 (Rebis)
- Tatiana – tajna broń (и так она звалась татьяна, 2011)
wydanie polskie: 2013 (Rebis)
- Alfabet Suworowa (Rebis, 2014) (wraz z Piotrem Zychowiczem)
- Upadek (Облом) (Rebis, 2015) (ISBN 978-83-7818-398-3)
- Szpieg, czyli podstawy szpiegowskiego fachu (Rebis, 2017) (ISBN 978-83-8062-148-0)

## Film
Suworow wystąpił w filmach dokumentalnych w reżyserii Grzegorza Brauna: Marsz wyzwolicieli, Transformacja, Defilada zwycięzców.
Wiktor Suworow wystąpił w filmie Władimira Sinielnikowa i Igora Szewcowa Ostatni Mit, opartego na serii książek Lodołamacz.